# Lobiacris lobata
Lobiacris lobata är en insektsart som beskrevs av Marius Descamps 1974. Lobiacris lobata ingår i släktet Lobiacris och familjen Chorotypidae. Inga underarter finns listade i Catalogue of Life.